# Mahikeng (municipalité)
Pour la ville, voir Mahikeng.
La municipalité de Mahikeng est une municipalité locale d'Afrique du Sud, située dans la Province du nord-ouest. Son siège se trouve dans la ville de Mahikeng.

## Géographie
La municipalité compte les villes suivantes :
- Bafokeng Ba Ga Moraka
- Bakwena Ba Ga Molopyane
- Banogeng
- Barolong Boo Rapulana
- Barolong Boo Ratshidi
- Batloung Ba Ga Shole
- Floorspar Mine
- Kopano
- Madikwe
- Mahikeng
- Mmabatho
- Montshioa
- Rooigrond
- Slurry
- Wintershoek